# Ping
Ping (пинг) е компютърна програма за мрежова администрация, използвана за проверка на достъпността на хостове в интернет или локална мрежа. Използва протокола (ICMP). Името пинг произлиза от сонарната терминология.
Ping работи на принципа на ехото, като изпраща съобщение чрез ICMP протокола до отдалечен компютър. Съобщението съдържа „искане“ за отговор от хоста. В този процес се измерва времето от предаване на съобщението до времето на получаването му от първоначалния компютър (двупосочния път) и се записва всяка загуба на пакети. Резултатите от теста се отпечатват на екрана под формата на статистически съобщения.
Резултат от програмата Ping, при тестване на хоста google.com:
```
ping google.com
PING google.com (74.125.39.106) 56(84) bytes of data.
64 bytes from fx-in-f106.1e100.net (74.125.39.106): icmp_req=1 ttl=56 time=47.1 ms
64 bytes from fx-in-f106.1e100.net (74.125.39.106): icmp_req=2 ttl=56 time=46.8 ms
64 bytes from fx-in-f106.1e100.net (74.125.39.106): icmp_req=3 ttl=56 time=47.2 ms
64 bytes from fx-in-f106.1e100.net (74.125.39.106): icmp_req=4 ttl=56 time=47.9 ms
64 bytes from fx-in-f106.1e100.net (74.125.39.106): icmp_req=5 ttl=56 time=47.8 ms
^C
--- google.com ping statistics ---
5 packets transmitted, 5 received, 0% packet loss, time 4006ms
rtt min/avg/max/mdev = 46.813/47.389/47.909/0.428 ms
```

Ping може да се стартира чрез използване на различни опции в командния ред, които позволяват специални режими на работа, като например да се уточни размера на изпращаните пакети, да се вдигне флага за фрагментация на пакетите и др. С Ping може да се злоупотребява, обикновено под формата елементарна DoS-атака, в която програмата е настроена така, че да изпраща много пакети с големи размери, които да „наводнят“ атакувания хост и да затруднят работата му.